# 아래어깨밑신경
아래어깨밑신경(lower 또는 inferior subscapular nerve) 또는 하견갑하신경(下肩胛下神經)은 팔신경얼기 뒤다발의 세 번째 가지이다. 어깨밑근의 아래쪽 부분과 큰원근에 분포한다.

## 구조
아래어깨밑신경을 형성하는 축삭은 C5와 C6 척수신경의 앞가지에서 유래한다. 팔신경얼기 뒤다발의 세 번째 가지이다. 아래어깨밑신경은 두 근육으로 가지를 내어 분포한다.
- 어깨밑근.[2] 보통 어깨밑근에 네 개의 가지를 내어 분포하며, 여덟 개까지 가지를 낼 수도 있다.[1]
- 큰원근.[2][3]

## 기능
아래어깨밑신경은 어깨밑근과 큰원근을 지배한다. 이 근육들은 위팔뼈를 안쪽으로 돌리고 모은다.

## 추가 이미지

팔신경얼기.
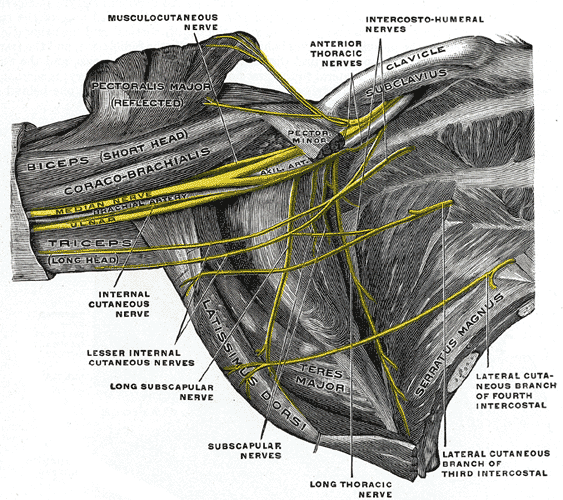
오른쪽 팔신경얼기의 빗장아래부분. 겨드랑오목의 아래앞쪽에서 본 그림.
각 척수신경을 색깔별로 나타낸 팔신경얼기의 경로.

## 참고 문헌
이 문서는 현재 퍼블릭 도메인에 속하는 그레이 해부학 제20판(1918) page 934의 내용을 기초로 작성된 글이 포함되어 있습니다.
1. 1 2  Bustamante-Aliste, P. A; Sousa-Rodrigues, C. F; Olave, E (February 2020). “Origen del Nervio Subescapular Inferior, Patrones de Ramificación y su Contribución a la Inervación del Músculo Subescapular”. 《International Journal of Morphology》 (영어) 38 (1): 176–181. doi:10.4067/S0717-95022020000100176. ISSN 0717-9502.
2. 1 2 3 4  Rea, Paul (2015년 1월 1일),  Rea, Paul, 편집., “Chapter 2 - Upper Limb Nerve Supply”, 《Essential Clinically Applied Anatomy of the Peripheral Nervous System in the Limbs》 (영어) (Academic Press), 41–100쪽, ISBN 978-0-12-803062-2, 2021년 1월 10일에 확인함
3. 1 2 3  Loftus, Brian D.; Athni, Sudhir S.; Cherches, Igor M. (2010년 1월 1일),  Rolak, Loren A., 편집., “CHAPTER 2 - Clinical Neuroanatomy”, 《Neurology Secrets (Fifth Edition)》 (영어) (Philadelphia: Mosby), 18–54쪽, ISBN 978-0-323-05712-7, 2021년 1월 10일에 확인함
4. ↑  Nicole Bentley, J.; Yang, Lynda J. -S. (2015년 1월 1일),  Tubbs, R. Shane; Rizk, Elias; Shoja, Mohammadali M.; Loukas, Marios, 편집., “Chapter 42 - Anatomy of the Posterior Cord and Its Branches”, 《Nerves and Nerve Injuries》 (영어) (San Diego: Academic Press), 563–574쪽, ISBN 978-0-12-410390-0, 2021년 1월 10일에 확인함
5. ↑  Thomas, Jared; Khan, Moin; Burrus, M. Tyrrell; Bedi, Asheesh (2018년 1월 1일),  Arciero, Robert A.; Cordasco, Frank A.; Provencher, Matthew T., 편집., “5 - Overview”, 《Shoulder and Elbow Injuries in Athletes》 (영어) (Elsevier), 203–212쪽, doi:10.1016/b978-0-323-51054-7.00005-1, ISBN 978-0-323-51054-7, 2021년 1월 10일에 확인함